# Yanet Cruz
Yanet Cruz Cruz (* 8. Februar 1988 in Granma) ist eine kubanische Speerwerferin.
2005 gewann sie bei den Jugend-Weltmeisterschaften in Marrakesch Bronze. Bei den Olympischen Spielen 2008 in Peking und bei den Leichtathletik-Weltmeisterschaften 2009 in Berlin und  2011 in Daegu schied sie in der Qualifikation aus.
2008 wurde sie Zentralamerika- und Karibik-Vizemeisterin, 2011 gewann sie bei den Panamerikanischen Spielen in Guadalajara Bronze.
Bei den Olympischen Spielen 2012 in London schied sie mit drei ungültigen Versuchen in der Qualifikation aus.
Ihre persönliche Bestweite von 63,50 m stellte sie am 19. März 2011 in Havanna auf.